# Wolfgang Wolter (Schauspieler)
Wolfgang Wolter (* 25. November 1946 in Damsdorf; † 28. Mai 2005 in München) war ein deutscher Schauspieler.

## Leben
Nach einer Dekorateur-Lehre in seiner Heimatstadt studierte er in Hamburg an der Hochschule für Darstellende Kunst von 1969 bis 1971 die Schauspielerei. Danach folgten Engagements in Basel, Berlin und Frankreich. In der Spielzeit 1989/90 brillierte er im Hamburger Theater in der Basilika in der Rolle des homosexuellen Häftlings Molina in der Musicalfassung von Manuel Puigs Kuss der Spinnenfrau.
In der ARD-Serie „Marienhof“ spielte er ab 1992 in 460 Folgen den Lehrer Wolfgang Wagner. Nach vier Jahren stieg er aus, da er wieder in seiner Heimatstadt Wolfsburg Theater spielen wollte. Ab 1997 baute er eine eigene Theatertruppe auf und betätigte sich als Theaterproduzent. Zuletzt war er mit seinem Theater der Erde im Hof des KUBIZ in Unterhaching zu sehen. Wolter war in über 20 Fernsehproduktionen des ZDF und der ARD zu sehen.
Wolter lebte in München und starb Ende Mai 2005 überraschend nach einer Hüftoperation in einer Klinik mit 58 Jahren an Organversagen.

## Filmografie
- 1981: Im Morgenwind
- 1984: Der Mann, der keine Autos mochte (Fernsehserie)
- 1984: Tatort: Freiwild
- 1987: Tatort: Spiel mit dem Feuer
- 1992–1996: Marienhof